# Mafia K’1 Fry
Die Mafia K’1 Fry ist ein Kollektiv bestehend aus französischen Rappern aus dem Département Val-de-Marne.

## Geschichte
1994 gründeten die beiden Rapper Rohff und Manu Key die Crew mit dem Namen Mafia K'1 Fry. Kurz darauf gesellten sich die Gruppen 113 und Ideal J, sowie der Rapper Bakar dazu. 1996 stießen mit Karlito und der Crew Intouchable die vorerst letzten neuen Künstler zum Rap-Kollektiv hinzu. Den Namen Mafia K'1 Fry, was übersetzt afrikanische Mafia bedeutet (africain wird in der frz. Jugendsprache verlan zu cain-fri, dann stilisiert k'un-fri), erhielt das Kollektiv bei einem Freestyle-Konzert: Tu peux pas test avec la Mafia K'1 Fry. Wie es der Bandname schon andeutet, haben alle Mitglieder afrikanische Wurzeln.
1997 erschien mit der EP Les liens sacrés der erste Vorgeschmack auf die bevorstehenden Alben. Die Erwartungen waren hoch, da fast alle Crew-Mitglieder schon erfolgreiche Soloalben herausgebracht hatten. Zwei Jahre später folgte dann der erste Longplayer mit dem Album Légendaire, welches auch den letzten Mitgliedern zum Durchbruch ihrer Solokarrieren verhalf. Im Jahr 2000 verstärkte sich die Mafia weiter. Mit Mista Flo, Popa, OGB, Jessy Money und Selim du 9.4, die schon vorher im Freundeskreis der Gruppe verkehrt hatten, gehörten nun weitere MCs offiziell dazu.
Nach erfolgreichen Jahren als Solokünstler vereinigte sich das Kollektiv wieder und hatte mit dem zweiten Album La cerise sur le ghetto wiederum Erfolg. Das Album verkaufte sich tausende Male in ganz Frankreich und unterstrich das Können der Band. Doch nach dem neuerlichen Erfolg gab Rohff, der Kopf der Crew, seinen Rücktritt aus der Gruppe bekannt. Aus beiden Lagern hieß es, man habe sich einvernehmlich getrennt und gehe nun getrennte Wege. Mit ihm verließen auch Bakar und Popa die Truppe.
Anfang 2007 veröffentlichte Mafia ihr drittes Album mit dem Namen Jusqu'à la mort, welches gleich in den Top 10 der französischen Album-Charts erschien. Auf Grund des Erfolgs kündigte das Kollektiv eine Reedition an, auf welcher, zur Überraschung aller, auch Rohff zu hören ist.
In dem Roman Die Zeit der Ruhelosen von Karine Tuil werden eine Strophe und der Refrain des Liedes Guerre zitiert.

## Diskografie
| Jahr | Titel                           | Höchstplatzierung, Gesamtwochen, AuszeichnungChartplatzierungen (Jahr, Titel, Platzierungen, Wochen, Auszeichnungen, Anmerkungen) | Höchstplatzierung, Gesamtwochen, AuszeichnungChartplatzierungen (Jahr, Titel, Platzierungen, Wochen, Auszeichnungen, Anmerkungen) | Höchstplatzierung, Gesamtwochen, AuszeichnungChartplatzierungen (Jahr, Titel, Platzierungen, Wochen, Auszeichnungen, Anmerkungen) | Anmerkungen |
| Jahr | Titel                           | FR | BEW | CH | Anmerkungen |
| ---- | ------------------------------- | --- | --- | --- | ----------- |
| 2003 | La cerise sur le ghetto         | FR8 Gold · (21 Wo.)FR | — | — |             |
| 2004 | Si tu roules avec Mafia K-1 Fry | FR32 (1 Wo.)FR | — | — |             |
| 2007 | Jusqu’à la mort                 | FR7 (28 Wo.)FR | BEW69 (5 Wo.)BEW | CH82 (1 Wo.)CH |             |

Weitere Alben
- 1997: Cosa nostra (FR: Gold)
- 1997: Les liens sacrés
- 1999: Légendaire
- 2007: Jusqu'à la mort (Reedition)

### Videoalben
- 2004: Si tu roules avec Mafia K-1 Fry (FR: Gold)